# تویا ناکامورا
تویا ناکامورا (انگلیسی: Toya Nakamura؛ زادهٔ ۲۳ ژوئیهٔ ۲۰۰۰) بازیکن فوتبال است.
از باشگاه‌هایی که در آن بازی کرده‌است می‌توان به باشگاه فوتبال کونسادول ساپورو اشاره کرد.